# Barbara Mielcarzewicz

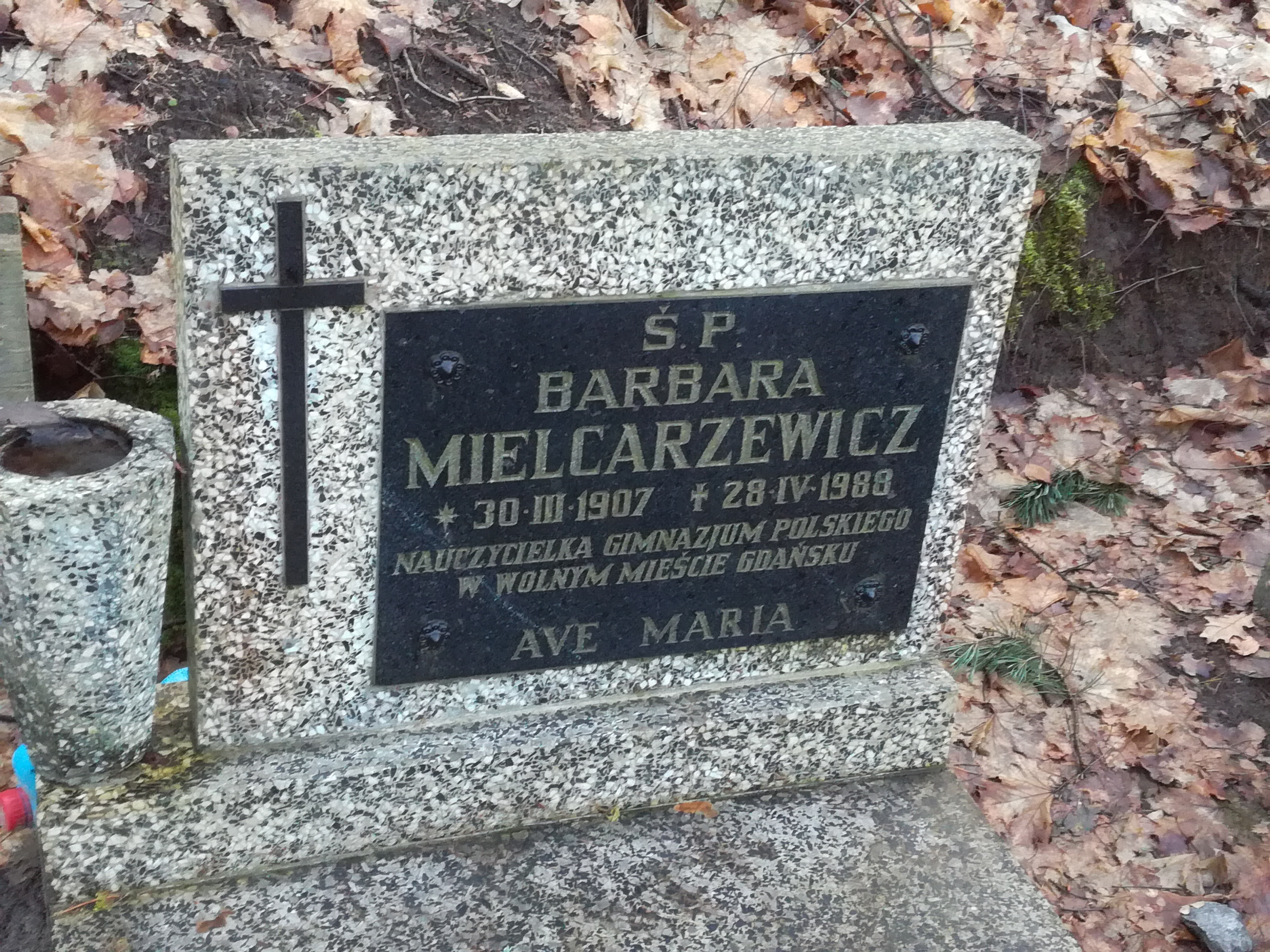
Grób Barbary Mielcarzewicz na Cmentarzu Srebrzysko w Gdańsku

Barbara Mielcarzewicz (ur. 30 marca 1907 w Ostrowie Wielkopolskim, zm. 28 kwietnia 1988 w Gdańsku) – polska pedagog, bibliotekarz, dyrektor Biblioteki Głównej Politechniki Gdańskiej.

## Życiorys
W 1925 roku zdała maturę w Ostrowie Wielkopolskim, a następnie studiowała romanistykę i germanistykę na Uniwersytecie Poznańskim.  W 1933 roku została magistrem filozofii. Od 15 maja 1930 do 29 sierpnia 1939 była nauczycielką języka niemieckiego, francuskiego oraz geografii w Gimnazjum Polskim w Gdańsku. Była opiekunką szkolnej drużyny harcerek. Działała w Związku Polaków w Wolnym Mieście Gdańsku. W czasie II wojny światowej schroniła się w środkowej Polsce przed poszukującymi ją Niemcami.
Po 1945 roku zamieszkała ponownie w Gdańsku, pracując jako nauczyciel i lektor języka niemieckiego i francuskiego w gdańskich szkołach średnich oraz Akademii Lekarskiej w Gdańsku. Od 1950 roku pracowała w Bibliotece Centralnej (następnie Głównej) Politechniki Gdańskiej, od czerwca 1956 jako wicedyrektor, a po wygraniu konkursu od listopada 1957 do przejścia na emeryturę we wrześniu 1973 roku dyrektor. 
Rozbudowała zaplecze magazynowe oraz główną czytelnię, znacząco powiększyła zbiory o publikacje polskie i zagraniczne, stworzyła skuteczny system informacyjny. Była redaktorką wielu wydawnictw Politechniki Gdańskiej. Opublikowała bibliografie pracowników tej uczelni zatrudnionych w latach 1945–1955. Udzielała się w Stowarzyszeniu Bibliotekarzy Polskich, kole byłych działaczy Polonii Gdańsk i wychowanków Gimnazjum Polskiego, jak również Towarzystwie Przyjaciół Gdańska.
Pochowana na gdańskim cmentarzu Srebrzysko (rejon XI, taras V, rząd 1).